# Phanerotoma tridentati
Phanerotoma tridentati är en stekelart som beskrevs av Ji och Chen 2003. Phanerotoma tridentati ingår i släktet Phanerotoma och familjen bracksteklar. Inga underarter finns listade i Catalogue of Life.